# Coluna de Vendôme

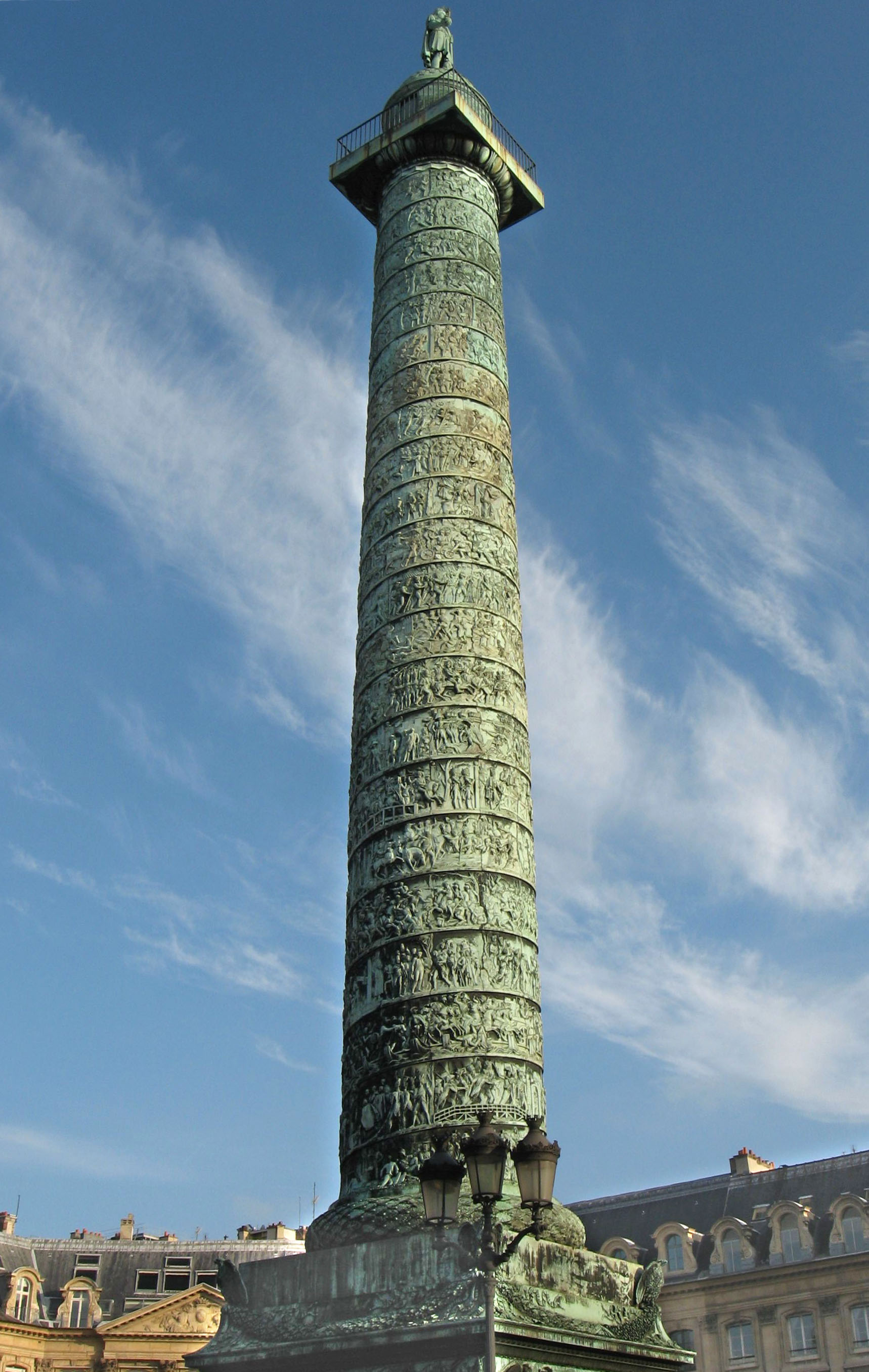
Imagem da coluna na praça Vendôme.

A Coluna de Vendôme é um monumento parisiense situado na Praça de Vendôme, no 1.º arrondissement de Paris. Ao longo dos anos, fora denominada também Coluna de Austerlitz. Foi erigida por ordem de Napoleão Bonaparte, em 1806, para celebrar a sua vitória na batalha de Austerlitz, com uma estátua de si mesmo em traje de imperador romano na parte superior da dita coluna, que deveria chamar-se "Colonne de la Grande Armée" em homenagem aos seus soldados. O acesso à praça dá-se a partir das estações de metro de Madeleine, Tuileries e Opéra.

## Descrição
Construída em pedra, envelopada até à parte superior numa fita contínua de placas de bronze com baixos-relevos, que representam cenas da campanha austríaca. O bronze teria sido adquirido da fundição dos mil e duzentos canhões tomados em Austerlitz. A Coluna de Vendôme, nome pelo qual ficou sempre conhecida, foi inspirada no modelo da coluna de Trajano de Roma, mas um terço mais alta do que a romana, com 44,3 metros de altura e 3,60 metros de diâmetro. Está coroada por uma estátua de Napoleão I vestido de general romano, esculpida por Auguste Dumont, cujo sobrinho, Napoleão III, mandou construir. O seu fuste, com 98 tambores de pedra, está forrado com uma folha de bronze que teria saído da fundição dos supostos mil de duzentos canhões tomados pelos franceses aos inimigos russos e austríacos na Batalha de Austerlitz. A coluna é ornamentada com molduras helicoidais finas ao longo de 280 metros que envolvem o fuste no qual foram utilizadas 450 placas de bronze, com baixos-relevos que a compõem representando cenários de guerra da campanha austríaca. Diversos artistas participaram no seu desenho e decoração. Entre os mais significativos figuram: Jean-Joseph Foucou, autor de seis baixos-relevos, Louis Boizot, Bosio, Lorenzo Bartolini, Claude Ramey, Corbet e Ruxthiel.
A base da coluna de Vendôme foi construída em granito pórfiro de Córsega (Algajola), na qual possui a seguinte inscrição:
| “ | NEAPOLIO IMP AVGMONVMENTVM BELLI GERMANICI ANNO MDCCCV TRIMESTRI SPATIO DVCTV SVO PROFLIGATI EX AERE CAPTO GLORIAE EXERCITVS MAXIMI DICAVIT | ” |

## História
A Praça de Vendôme, requerida por Luis XIV e projetada por Jules Hardouin Mansart, possuía no centro uma estátua equestre do Rei Sol. A praça fora denominada Praça Luis, o Grande. Em 1792, os revolucionários destruíram a estátua, símbolo do poder real.

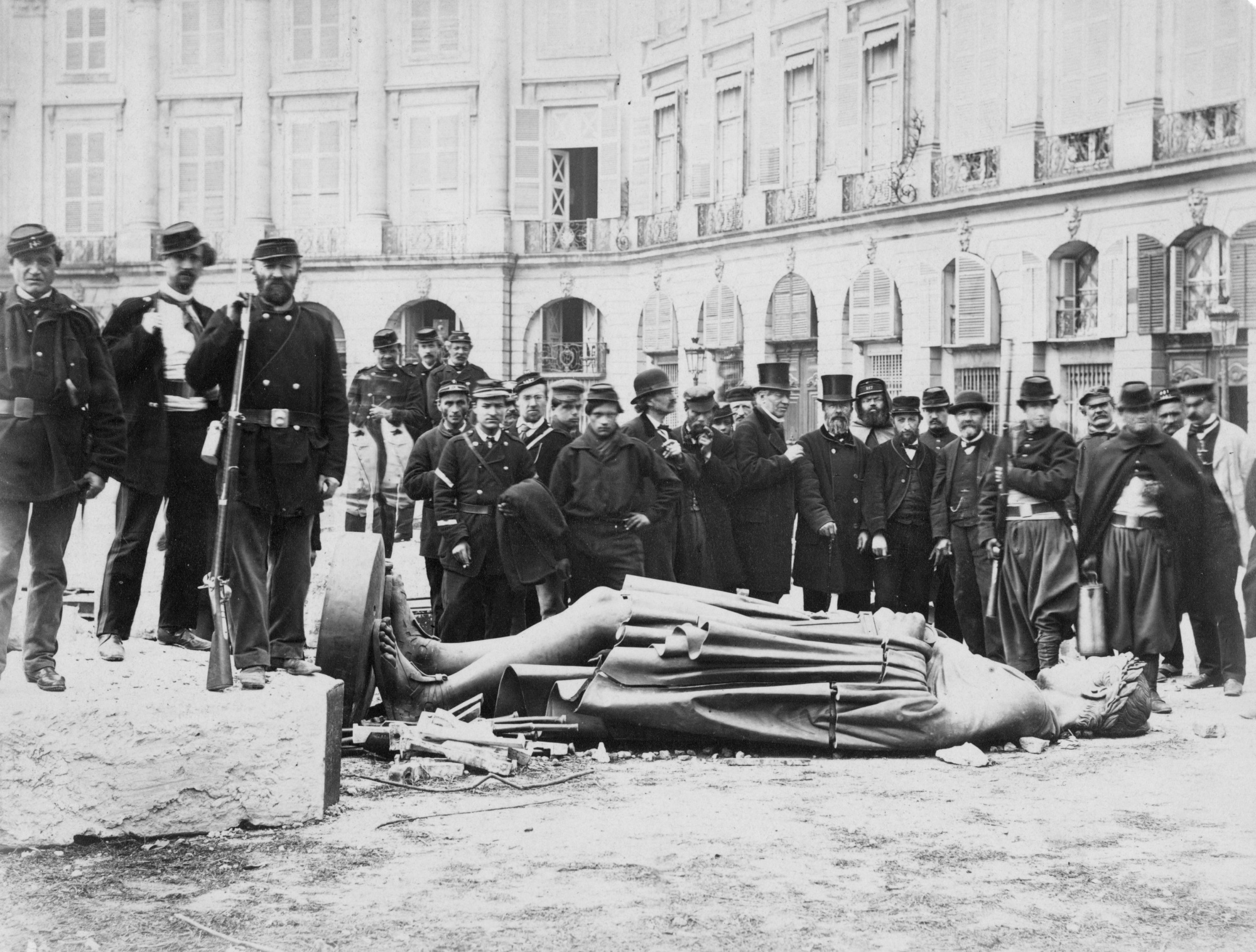
A estátua de Napoleão demolida em 1871

Em 1800, um decreto leva em consideração a construção de uma coluna, no centro de cada departamento, e dedicada aos bravos homens de cada departamento. Em Paris, a 20 de março (29.º Ventoso, ano VIII) Bonaparte, Primeiro Cônsul, decide construir uma coluna nacional na Praça da Concórdia, dedicada à Nação e uma coluna departamental na Praça de Vendôme. A coluna nacional nunca fora construída, e na então projetada Place des Piques (ou Vendôme), apenas a 14 de julho de 1800 (25.º Messidor, ano IV) é que foi colocada a primeira pedra por Luciano Bonaparte, irmão de Napoleão e ministro do Interior, mas não fora concluída a sua construção. A ideia foi restabelecida em 1803 pelo Primeiro Cônsul, que confirmou a construção de uma coluna na praça Vendôme como aquela erigida em Roma, em honra de Trajano, ornamentada com 108 símbolos dos departamentos dispostos em espiral e encimada por uma estátua de Carlos Magno. A princípio dedicada à glória do povo francês, em breve a coluna tornar-se-ia a glória de Napoleão. Mas a construção foi demorada e estendeu-se até 1805, tendo em conta a fundição dos 1200 canhões tomados dos inimigos austríacos e russos (num total de 180 toneladas) para que o projeto, relançado por Vivant Denon, procedesse. A coluna ficou concluída em 1810 em homenagem aos vitoriosos soldados franceses, e denominada coluna da Grande Armada. Uma estátua de Napoleão Bonaparte em traje de imperador romano foi acrescentada na parte superior da coluna, esculpida por Antoine-Denis Chaudet.
Em 1814 a estátua foi tomada pelas tropas aliadas que ocuparam Paris e substituída por uma bandeira branca decorada com lírios durante a Restauração. Em 1818, a estátua foi fundida e cujo bronze foi utilizado para a criação da estátua equestre de Henrique IV na Pont Neuf.

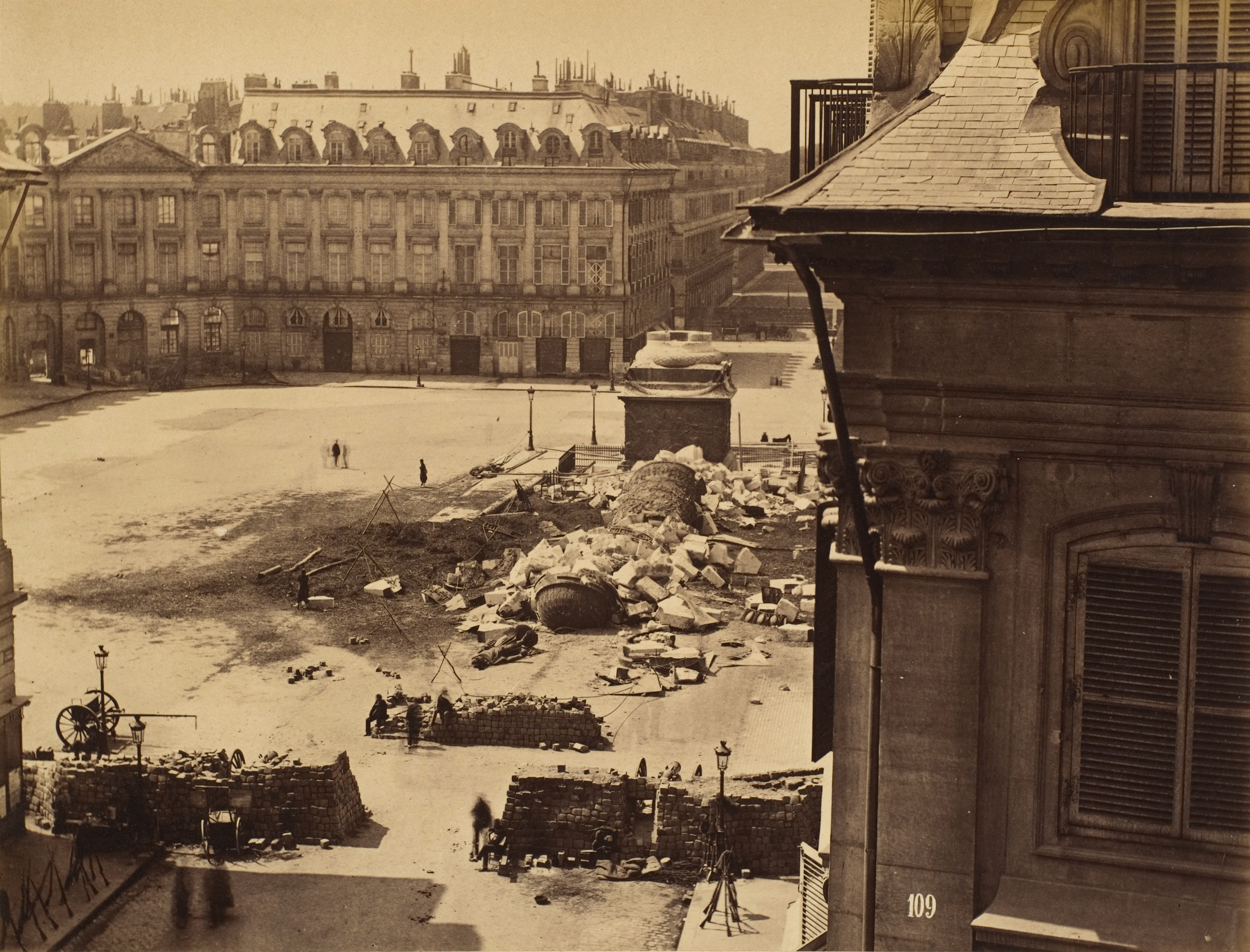
A coluna destruída, fotografada por Franck

Durante a Monarquia de Julho uma nova estátua do imperador, apelidado de "o Pequeno Corporal", obra de Charles Émile Seurre, (o atual Invalides), é colocada no cimo da coluna a 21 de junho de 1833, na presença de Luís Filipe I, preocupado em obter um pouca da glória do Império. A estátua media 3,50 metros de altura. Napoleão III ponderou sobre o perigo em que a estátua incorria na parte superior da coluna, tendo portanto, sido removida e substituída por uma cópia da primeira estátua nas vestes de imperador romano de Chaudet, realizada pelo escultor Auguste Dumont. A única diferença residiria no fato de a estátua de Chaudet representar o imperador segurando com a mão esquerda o globo da vitória e a sua espada na mão direita, enquanto que a estátua de Dumont representa Napoleão segurando com a sua mão esquerda a espada e o globo da vitória na sua mão direita.
O episódio mais marcante ocorre na época da insurreição da Comuna de Paris. É o pintor Gustave Courbet que, após a guerra franco-prussiana, na sequência de uma petição ao governo da Defesa Nacional em 14 de setembro de 1870, pede o desmantelamento da coluna, ou que deseja tomar a iniciativa, encarregando a administração do Museu de Artilharia, e fazendo transportar o material para o Hôtel des Monnaies. A sua intenção era reconstruir o Invalides. Porém a insurreição da Comuna de Paris ganha poder e desta vez os propósitos são outros: "A comuna de Paris considera que a Coluna de Vendôme é um monumento bárbaro, símbolo da força bruta e da falsa glória, uma afirmação do militarismo, a negação do direito internacional, um permanente insulto dos vencedores aos vencidos, um perpétuo ataque a um dos três grandes princípios da República Francesa, a fraternidade, decretaria: A coluna de Vendôme será demolida".
Courbet, arrastado pela tempestade não pode reverter a decisão e, um pouco contra a sua vontade, tornou-se historicamente responsável pela destruição da coluna. Em 16 de maio de 1871, a coluna foi demolida frente de uma multidão. Após a queda da Comuna, as placas de bronze foram recuperadas e a coluna reconstruída tal como a vemos atualmente. Courbet foi condenado a pagar os custos da reconstrução, mas morreu antes do termo da primeira parcela.